# Heliobolus neumanni
Heliobolus neumanni — вид ящірок родини ящіркових (Lacertidae). Мешкає в Східній Африці. Вид названий на честь німецького орнітолога Оскара Ноймана

## Поширення і екологія
Heliobolus neumanni мешкають в Ефіопії (на захід і північний схід від озера Чамо), Кенії (в гирлі річки Тана) і Танзанії. Вони живуть в рідколіссях і саванах, на висоті до 1500 м над рівнем моря.